# Georg Holub
Georg Holub (* 29. November 1861 in Brünn; † 6. April 1919 in Wien) war ein österreichischer Maler.

## Leben
Holub war anfangs Friseur, er wurde später an der Wiener Akademie der bildenden Künste aufgenommen. Auf der Wiener Jahresausstellung 1891 debütierte er mit einem Landschaftsmotiv von der Save.
In verschiedenen Wiener Ausstellungen, meistens im Künstlerhaus Wien, wo er seit 1905 Mitglied war, zeigte er in strengem Naturalismus Motive aus den Ostalpen in Öl (z. B. Weißenfelsersee, Die Rax im Winter, Landschaft bei Schrems, Hütte auf der Alm Waucha Krain – 1910, u. v. a. m.) und Aquarell (z. B. Sommerlicher Gartenpavillon, davor Korbmöbel – 1894, Dorfkirche in einer Voralpenlandschaft).
Sein reichhaltiges Werk umfasste auch Motive aus dem Süden (z. B. Meeresküste am Abend, Ein steiniger Weg im Süden oder Südliche Küstenlandschaft mit einer Villa).

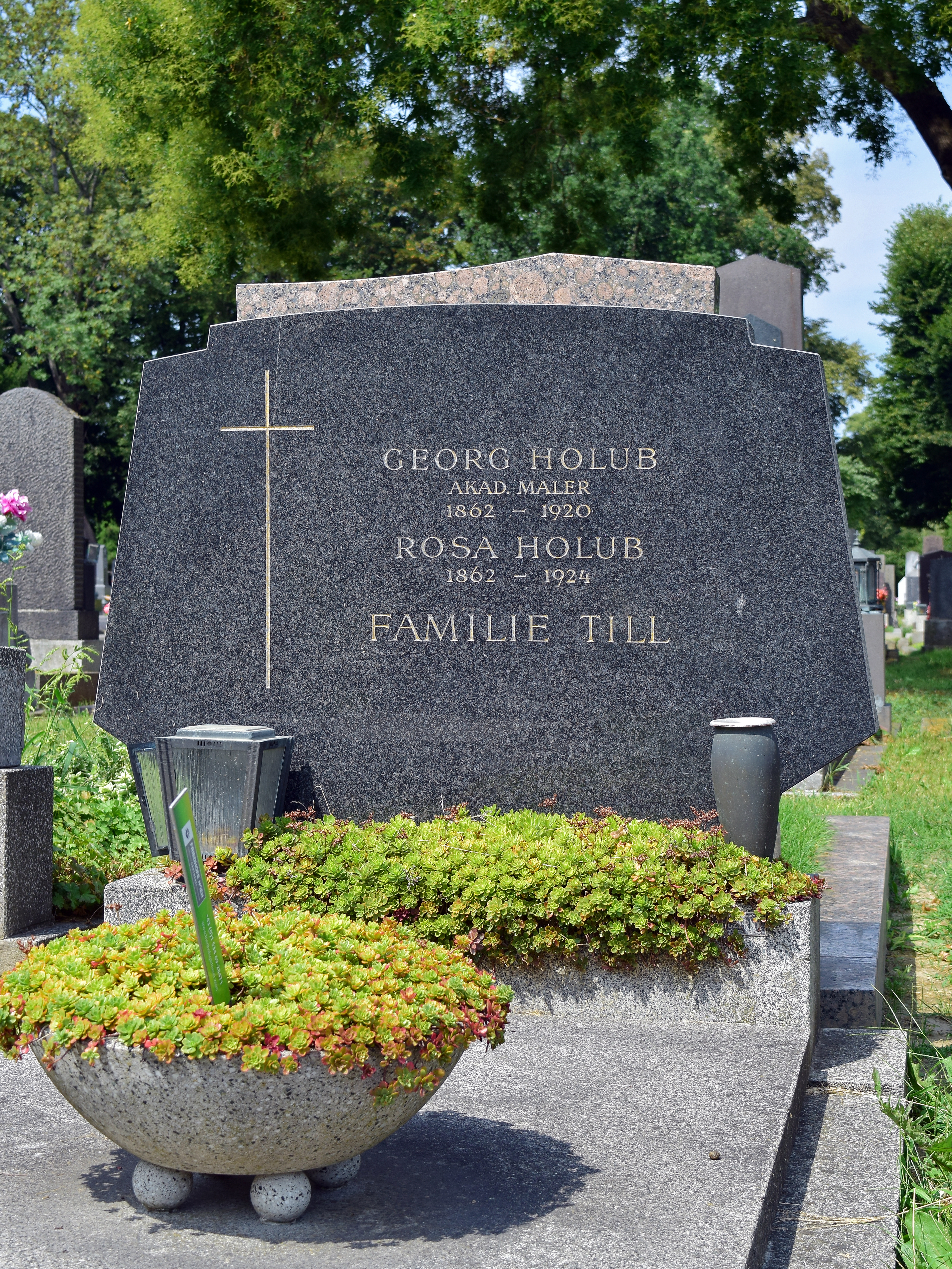
Ehrenhalber gewidmetes Grab auf dem Wiener Zentralfriedhof

Holub gilt als ausgezeichneter Landschaftsmaler seiner Zeit, der aber auch andere Motive umsetzen konnte.
Es wurden auch Postkarten mit seinen Motiven hergestellt (1906).
Sein Grab ist ein ehrenhalber gewidmetes Grab auf dem Wiener Zentralfriedhof (Gruppe 16 A, Reihe 11, Nr. 24), auf seinem Grabstein ist fälschlich das Jahr 1920 als Sterbedatum angeführt.

## Werke (Auswahl)
in Aquarell
- Belopole Alpe (1893)[1]
- Sommerlicher Gartenpavillon, davor Korbmöbel (1894)
- Dorfkirche in einer Voralpenlandschaft

in Öl
- Weißenfelsersee
- Die Rax im Winter
- Hütte auf der Alm Waucha Krain
- Landschaft bei Schrems
- Meeresküste am Abend
- Ein steiniger Weg im Süden

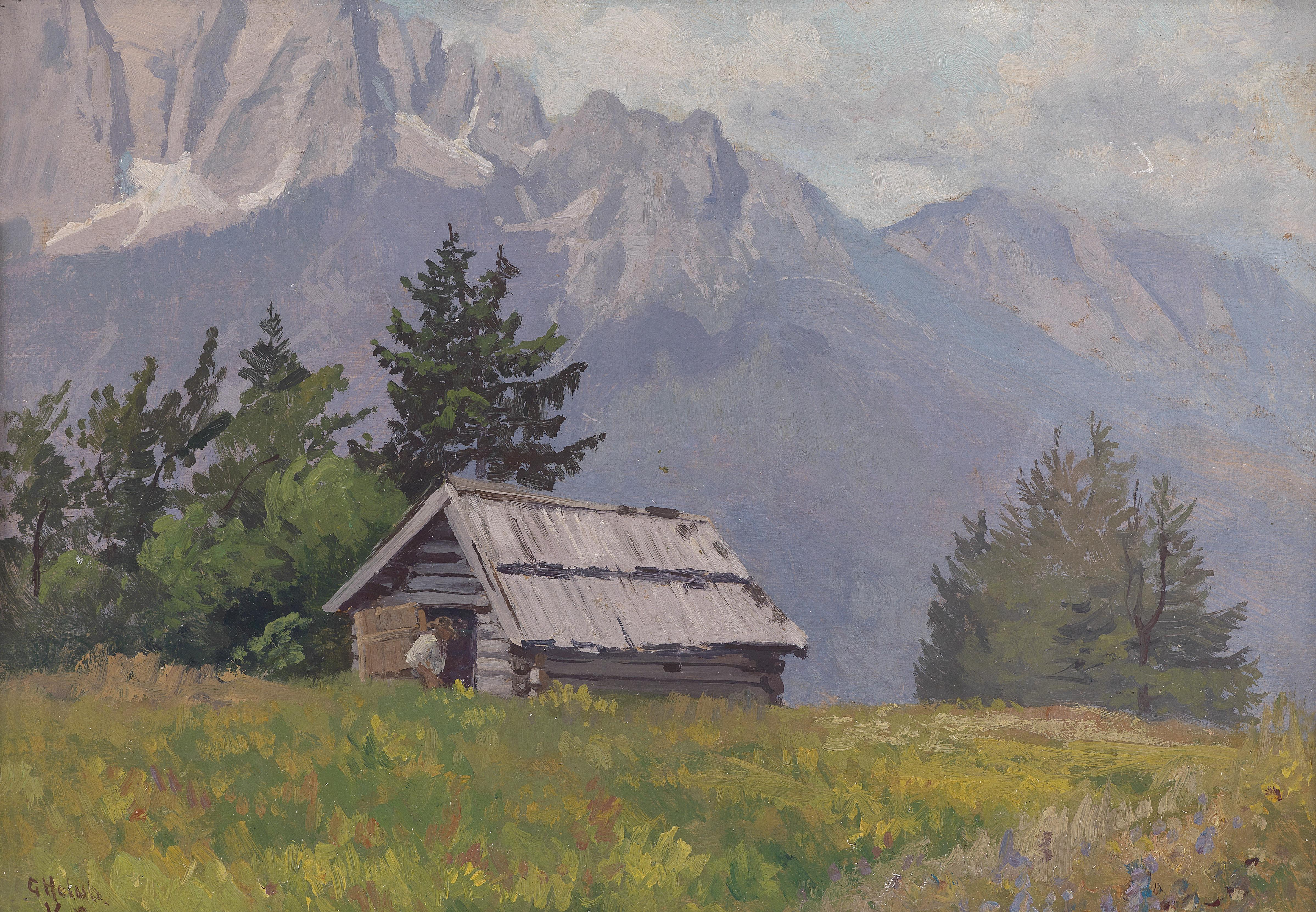
Hütte auf der Waucha-Alm, 1910

- Südliche Küstenlandschaft mit einer Villa (1884)[2]
- Die Madonna mit dem Kind (1914)
- Mühle am Bachufer (1919)
- Nymphe Kalisto (weiblicher Akt)

andere
- Pêcheurs Sur Une Mer Agitée[2]
- "Seashore at evening"[2]
- Mountain Hut On The Waucha Alm, Krain (1910)[2]
- Karersee Mit Rosengarten, Bozen[2]